# Alidus biplagiatus
Alidus biplagiatus är en skalbaggsart som beskrevs av Charles Joseph Gahan 1893. Alidus biplagiatus ingår i släktet Alidus och familjen långhorningar.
Artens utbredningsområde är Burma. Inga underarter finns listade i Catalogue of Life.